# Cicurina puentecilla
Cicurina puentecilla là một loài nhện trong họ Dictynidae.
Loài này thuộc chi Cicurina. Cicurina puentecilla được Willis J. Gertsch miêu tả năm 1992.